# صالح السدلان
صالح السدلان كان أستاذ الدراسات العليا بكلية الشريعة جامعة الإمام محمد بن سعود الإسلامية، وابتدأ حياته العلمية بحفظ القرآن على يد والده، فقرأ عليه في مبادئ العلوم: كالعقيدة والفرائض والحديث والنحو، ويعتبر والده أول مشايخه، ثم التحق بمدرسة تحفيظ القرآن بالرياض فأتم حفظ القرآن كاملاً.

## اسمه ونسبه ومولده
أبو غانم صالح بن غانم بن عبد الله بن سليمان بن علي السدلان،ولد في مدينة بريدة بالقصيم في 25 من ذي الحجة 1359هـ، حفظ القرآن على يد والده ثم التحق بمدرسة تحفيظ القرآن بالرياض. والتحق بالمعاهد العلمية المتوسطة ثم الثانوية بجامعة الإمام محمد بن سعود الإسلامية بالرياض وتخرج فيها عام 1381هـ،تحصل عام 1386 على “ليسانس” في الشريعة من جامعة الإمام وتحصل عام 1391 على “الماجستير” في الفقه المقارن وتحصل في عام 1403 على الدكتوراه في الفقه المقارن.

## شيوخه
- والده غانم بن عبد الله السدلان قرأ عليه في العقيدة والفرائض والحديث والفقه.
- الشيخ محمد ابن إبراهيم آل الشيخ، تخرج على يديه في العقيدة والحديث والفقه.
- الشيخ عبد العزيز ابن باز في العقيدة والفقه.
- الشيخ محمد الأمين الشنقيطي في الأصول والتفسير.
- الشيخ عبد الرزاق عفيفي المصري في التفسير والحديث والأصول وغيرهم.

## أعماله
- في عام 1386 بدأ بالتدريس بوزارة المعارف.
- في عام 1395 عُين محاضرا بكلية الشريعة.
- تدرج في كلية الشريعة من أستاذ مساعد ، فأستاذ مشارك، فأستاذ بقسم الفقه.
- وأشرف على عدد كبير من طلبة العلم في أطروحات التخرج.
- تصدى الشيخ إلى تيار التكفير الفوضوي وألف في ذلك كتبا ما قدم لكتب في الموضوع نفسه.
- له حضور قوي في وسائل التبليغ المختلفة  وهذا للدعوة إلى الله وتعليم الناس.
- كما أن له مواقف شجاعة وبارزة على غرار كبار علماء بلاد التوحيد السعودية في النوازل التي عصفت بالأمة الإسلامية جراء تهور المتهورين وتعجل المستعجلين وتعالمهم.

## مؤلفاته
- مظاهر الأخطاء في التكفير والتفسيق
- النية وأثرها في الأحكام الشرعية
- الإيضاح في الشروط في النكاح
- صلاة الجماعة و أحكامها
- الحكم بغير ما أنزل الله بواعثه وأسبابه وحكمه

## وفاته
توفي السدلان فجر يوم الثلاثاء 4 صفر 1439هـ الموافق لـ 24 أكتوبر 2017م، بعد معاناة من المرض، وتمت الصلاة عليه في مسجد الجوهرة في حي التعاون بالعاصمة الرياض ودفن بها